# Peralejos de Arriba
Peralejos de Arriba is een gemeente in de Spaanse provincie Salamanca in de regio Castilië en León met een oppervlakte van 32,69 km². Peralejos de Arriba telt 43 inwoners (1 januari 2016).

## Demografische ontwikkeling
Bron: INE, 1857-2011: volkstellingen
Opm.: In 1857 werd de gemeente Gomeciego aangehecht